# Okres przejściowy
Okres przejściowy, okres dostosowawczy – wynegocjowana przez dany kraj kandydacki lub członkowski Unii Europejskiej liczba lat, podczas których jego zobowiązanie w danej dziedzinie wobec UE nie ma zastosowania, albo wynegocjowana przez Unię Europejską liczba lat, podczas których dostosowuje ona swoją gospodarkę do sytuacji wytworzonej przez przyjęcie nowego członka.
Państwa przystępujące do Unii Europejskiej (czy wcześniej wspólnot europejskich, przed wejściem w życie traktatu o Unii Europejskiej) zwykle negocjują ze stroną wspólnotową zachowanie okresów przejściowych. Ich celem jest umożliwienie poszczególnym członkom wspólnoty (z którymi zostały uzgodnione) dostosowania krajowego ustawodawstwa do prawa wspólnotowego. Podobnie czyni Unia. Jest to forma obrony interesów państw przystępujących do Unii, ale również interesów Unii w sektorach „wrażliwych”. Są to okresy o różnej długości, w zależności od państwa przystępującego, dziedziny gospodarki lub zakresu regulacji istniejącego aktu prawnego Unii. W okresie przejściowym zakłada się, że mechanizmy i zasady obowiązujące w Unii w odniesieniu do poszczególnych działów gospodarki nie będą poddane od razu jej reżimowi prawnemu, lecz że nastąpi stopniowe, kilkuletnie dostosowanie danego państwa do tych mechanizmów i zasad. Również wejście w życie niektórych przepisów prawa europejskiego w stosunku do danego państwa może ulegać opóźnieniu.
Przykłady obszarów, w których mogą być istnieć okresy przejściowe, to: swoboda przepływu pracowników, swoboda przepływu kapitału, towarów i usług, podatki, zakup ziemi i nieruchomości przez cudzoziemców, rolnictwo, ochrona środowiska.

## Polska a okresy przejściowe
W wyniku negocjacji z Unią Europejską Polska uzyskała okresy przejściowe w 43 sprawach zawartych w 12 z 31 obszarów negocjacyjnych. Poniżej przedstawione są wszystkie obszary negocjacyjne (w nawiasach podano najdłuższy okres przejściowy z danego obszaru):
1. Swobodny przepływ towarów (do 31 grudnia 2008 w odniesieniu do terminu zakończenia procedury rejestracji leków)
2. Swobodny przepływ osób (7-letni okres przejściowy, w formule 2 + 3 + 2, a więc maksymalnie do 2011, dla ograniczania polskim obywatelom swobody podejmowania pracy w UE)
3. Swoboda świadczenia usług (do 31 grudnia 2007 dla wdrożenia dyrektywy ustalającej minimalny poziom funduszy własnych banków spółdzielczych w wysokości 1 mln euro; również do 31 grudnia 2007 wdrożone zostaną do polskiego prawa regulacje dotyczące systemu zabezpieczającego ochronę inwestorów na rynku kapitałowym zgodnego z prawem unijnym)
4. Swobodny przepływ kapitału (przez okres dwunastu lat od daty uzyskania członkostwa – a więc do 2016 – Polska będzie mogła stosować wobec obywateli Unii Europejskiej oraz państw członkowskich Europejskiego Obszaru Gospodarczego przepisy ustawy o nabywaniu nieruchomości przez cudzoziemców)
5. Prawo spółek (bez okresów przejściowych)
6. Polityka konkurencji (w odniesieniu do pomocy publicznej dla małych oraz średnich przedsiębiorstw działających w specjalnych strefach ekonomicznych, odpowiednio do 2011 i 2010)
7. Rolnictwo (10-letni okres przejściowy, do 2014, podczas którego możliwa będzie uprawa w Polsce wyłącznie odmian ziemniaka odpornych na raka ziemniaczanego)
8. Rybołówstwo (bez okresów przejściowych)
9. Polityka transportowa (do końca 2010 w odniesieniu do dyrektywy UE ustanawiającej dla pewnych pojazdów drogowych, poruszających się wewnątrz Wspólnoty, maksymalnych dopuszczalnych wymiarów w ruchu krajowym i międzynarodowym oraz maksymalnej dopuszczalnej wagi w ruchu międzynarodowym)
10. Podatki (do końca 2008 na dojście do minimalnego poziomu akcyzy na papierosy)
11. Unia gospodarcza i walutowa (bez okresów przejściowych)
12. Statystyka (bez okresów przejściowych)
13. Polityka społeczna i zatrudnienie (do końca 2005 w sprawie minimalnych wymagań bezpieczeństwa i higieny użytkowania sprzętu przez pracowników)
14. Energetyka (do końca 2008 w zakresie obowiązku utrzymywania minimalnych zapasów ropy naftowej i/lub paliw ciekłych)
15. Polityka przemysłowa (bez okresów przejściowych)
16. Małe i średnie przedsiębiorstwa (bez okresów przejściowych)
17. Nauka i badania (bez okresów przejściowych)
18. Edukacja, kształcenie i młodzież (bez okresów przejściowych)
19. Poczta, telekomunikacja i technika informatyczna (do końca 2005 na wprowadzenie obniżonego do 100 g limitu wagowego obszaru zastrzeżonych usług pocztowych; od 1 stycznia 2006 Polska jest zobowiązania do dalszej liberalizacji rynku poprzez zmniejszenie limitu do 50 g)
20. Kultura i polityka audiowizualna (bez okresów przejściowych)
21. Polityka regionalna i koordynacja instrumentów strukturalnych (bez okresów przejściowych)
22. Środowisko naturalne (do końca 2017 na emisje pyłów z dużych obiektów energetycznego spalania paliw oraz na emisje tlenków azotu, dla wszystkich polskich elektrowni i elektrociepłowni, które znalazły się na liście załączonej do polskiego stanowiska negocjacyjnego)
23. Ochrona zdrowia i konsumentów (bez okresów przejściowych)
24. Wymiar sprawiedliwości i sprawy wewnętrzne (bez okresów przejściowych)
25. Unia celna (bez okresów przejściowych)
26. Stosunki zewnętrzne (bez okresów przejściowych)
27. Wspólna polityka zagraniczna i bezpieczeństwa (bez okresów przejściowych)
28. Kontrola finansowa (bez okresów przejściowych)
29. Finanse i budżet (bez okresów przejściowych)
30. Instytucje (bez okresów przejściowych)
31. Inne (bez okresów przejściowych)